# Erpo von Bodenhausen
Erpo Kraft Bodo Ernst Gustav Wilke von Bodenhausen (Landkreis Witzenhausen, 12 aprile 1897 – Grobin, 9 maggio 1945) è stato un generale tedesco della Wehrmacht durante la seconda guerra mondiale.

## Biografia
Erpo von Bodenhasen proveniva da una famiglia aristocratica tedesca e nacque al castello di Arnstein. Dopo lo scoppio della prima guerra mondiale, Bodenhausen entrò come volontario nel 5º reggimento dragoni "Freiherr von Manteuffel". Il 20 aprile 1915, si unì al reggimento sul campo e venne schierato sul fronte orientale col grado di tenente dal 5 luglio di quello stesso anno. Sino alla fine della guerra venne impiegato come comandante di plotone, ottenendo entrambe le classi della croce di ferro ed il distintivo per feriti nero.
Dopo l'armistizio di Compiègne e la smobilitazione del suo reggimento, Bodenhausen si unì allo squadrone di volontari costituito a metà aprile del 1919. Alla fine dell'agosto del 1919, venne accettato nel Reichswehr e assegnato al personale del comando di gruppo 2 come ufficiale ausiliario. Questo fu seguito da un uso nell'11º reggimento di cavalleria dal 3 dicembre 1919, e poi assorbito nel 16º reggimento di cavalleria dal 1º aprile 1920. Il 31 luglio 1925, con anzianità dal 1º aprile 1925, venne promosso al grado di primo tenente. Dal 1º ottobre 1926 al 20 febbraio 1927, ottenne di poter frequentare un corso di addestramento per ufficiale a Dresda. Il 1º giugno 1928 Bodenhausen passò al 1º reggimento di artiglieria e poi come assistente allo staff della 7ª divisione a Monaco. Il 1º ottobre 1930, fece ritorno al 16º reggimento di cavalleria. Il 20 marzo 1931 venne assegnato allo staff della 3ª divisione di cavalleria a Weimaral. Il 1º settembre 1931 venne inviato al ministero della difesa a Berlino, venendo promosso capitano il 1º dicembre di quello stesso anno. Il 1º settembre 1933 venne nominato comandante del 2° uno squadrone del 13º reggimento di cavalleria di stanza ad Hannover ed il 1º marzo 1936 venne promosso al grado di maggiore. A metà maggio del 1936 Bodenhausen venne nominato un aiutante presso il quartier generale della 12ª divisione di fanteria a Schwerin. Il 6 ottobre 1936 venne trasferito nuovamente al 13º reggimento di cavalleria. Il 10 novembre 1938 venne nominato comandante della 2ª divisione dell'8º reggimento di cavalleria di stanza a Cottbus e promosso al grado di tenente colonnello il 1º aprile 1939.
All'inizio della seconda guerra mondiale guidò poi il suo dipartimento nell'estate del 1939 durante l'invasione della Polonia. Ottenne quindi il comando del 2º battaglione dell'8º reggimento fucilieri dal 1º aprile 1940. Sempre nella primavera di quell'anno, guidò il suo battaglione nella campagna sul fronte occidentale. A metà dicembre del 1940 venne nominato comandante del 28º reggimento di fucilieri. Nella primavera del 1941 guidò il suo reggimento nella campagna balcanica e nell'estate del 1941 in quella di Russia, nell'attacco alla parte nord dell'Unione Sovietica. Nell'autunno del 1941 rimase ferito. Il 17 dicembre 1941 venne promosso al rango di colonnello con anzianità dal 1º gennaio. Il 3 gennaio 1942 venne insignito della croce tedesca in oro. Passò quindi al comando della 23ª Panzegrenadierbrigade all'inizio di luglio del 1942. All'inizio di novembre del 1942 abbandonò il comando e venne trasferito in riserva. All'inizio di gennaio del 1943, venne nominato comandante presso la scuola del reggimento per truppe corazzate a Wünsdorf. Il 1º marzo 1943 si portò come comandante al quartier generale della 12ª Panzerdivision con la quale combatté sul fronte orientale. Il 20 aprile 1943 venne promosso al grado di maggiore generale con anzianità dal 1º maggio di quell'anno. Ai primi di novembre del 1943 venne promosso al rango di tenente generale con anzianità dal 1º novembre 1943. Il 17 dicembre 1943 venne insignito della croce di cavaliere della Croce di Ferro. Guidò quindi la sua divisione in Curlandia dove rimase sino alla primavera del 1945, avendo modo di distinguersi più volte in quella campagna. Il 12 aprile 1945 ottenne la guida del L. Armeekorps. Dopo la resa dell'esercito tedesco, si suicidò il 9 maggio 1945 per non cadere prigioniero nelle mani dell'Armata Rossa.